# 기원전 42년

## 연호
- 전한(前漢) 영광(永光) 2년

## 기년
- 전한(前漢) 원제(元帝) 7년
- 신라(新羅) 혁거세 거서간(赫居世居西干) 16년

## 사건
- 필리피 회전에서 안토니우스와 옥타비아누스가 브루투스와 카시우스를 격파하다.

## 탄생
- 11월 16일 - 로마 제국 2대 황제 티베리우스